# Флорис, Сандро
Сандро Флорис (итал. Sandro Floris; род. 12 июня 1965, Кальяри) — итальянский легкоатлет, специалист по бегу на короткие дистанции. Выступал за сборную Италии по лёгкой атлетике в 1987—1998 годах, обладатель бронзовых медалей чемпионатов мира и Европы, чемпион Европы в помещении, трёхкратный чемпион Средиземноморских игр, победитель Кубка Европы, многократный победитель и призёр первенств национального значения, участник двух летних Олимпийских игр.

## Биография
Сандро Флорис родился 12 июня 1965 года в городе Кальяри, Сардиния.
Впервые заявил о себе в лёгкой атлетике на международном уровне в сезоне 1987 года, когда вошёл в состав итальянской национальной сборной и выступил на Средиземноморских играх в Латакии, где завоевал золото в зачёте эстафеты 4 × 100 метров.
В 1988 году бежал 200 метров на чемпионате Европы в помещении в Будапеште. Благодаря череде удачных выступлений удостоился права защищать честь страны на летних Олимпийских играх в Сеуле, где в финале эстафеты 4 × 100 метров стал пятым.
В 1989 году в беге на 200 метров был пятым на чемпионате Европы в помещении в Гааге и четвёртым на чемпионате мира в помещении в Будапеште. В эстафете 4 × 100 метров стал третьим на Кубке Европы в Гейтсхеде.
В 1990 году выиграл 200 метров на чемпионате Европы в помещении в Глазго. На чемпионате Европы в Сплите финишировал восьмым на 200-метровой дистанции и взял бронзу в эстафете 4 × 100 метров.
В 1991 году в беге на 200 метров дошёл до полуфинала на чемпионате мира в помещении в Севилье. На Средиземноморских играх в Афинах дважды поднимался на пьедестал почёта: выиграл бронзовую медаль в дисциплине 200 метров и золотую медаль в эстафете 4 × 100 метров. На чемпионате мира в Токио стал в эстафете пятым.
Был заявлен на чемпионат Европы в помещении 1992 года в Генуе, но в итоге на старт здесь не вышел.
На чемпионате Европы 1994 года в Хельсинки дошёл до четвертьфинала в индивидуальном беге на 100 метров и получил бронзовую награду в эстафете 4 × 100 метров.
В 1995 году на чемпионате мира в Гётеборге вместе с соотечественниками Эцио Мадонией, Анджело Чиполлони и Джованни Пуджони завоевал бронзовую медаль в эстафете 4 × 100 метров, уступив в финале только командам из Канады и Австралии. Позднее в той же дисциплине победил на Всемирных военных играх в Риме.
В 1996 году в эстафете 4 × 100 метров получил серебро на Кубке Европы в Мадриде. Принимал участие в Олимпийских играх в Атланте — в дисциплине 200 метров и в эстафете не смог пройти дальше предварительных квалификационных этапов.
После атлантской Олимпиады Флорис остался действующим спортсменом на ещё один олимпийский цикл и продолжил принимать участие в крупнейших международных стартах. Так, в 1997 году он выиграл эстафету на Кубке Европы в Мюнхене и на Средиземноморских играх в Бари, тогда как на чемпионате мира в Афинах дошёл только до полуфинала.
В 1998 году в эстафете 4 × 100 метров занял восьмое место на чемпионате Европы в Будапеште.
Завершил спортивную карьеру по окончании сезона 1999 года.